# Conclave del 1939
Il conclave del 1939 venne convocato a seguito della morte del papa Pio XI, avvenuta a Città del Vaticano il 10 febbraio dello stesso anno. Si svolse alla Cappella Sistina dal 1º al 2 marzo, e, dopo tre scrutini, venne eletto papa il cardinale Eugenio Pacelli, camerlengo di Santa Romana Chiesa, che assunse il nome di Pio XII. L'elezione venne annunciata dal cardinale protodiacono Camillo Caccia Dominioni.

## Situazione generale
I cardinali furono 62, presenti anche tutti i porporati americani, attesi per 18 giorni grazie a una dilazione del tempo massimo di attesa dei lontani decretata da Pio XI. Anche se alcuni cardinali propendevano per l'elezione di un pontefice non politico, indicando l'arcivescovo di Firenze Elia Dalla Costa, la prevalenza immediata dei consensi era per il cardinale Eugenio Pacelli. In un anno cruciale come il 1939, infatti, era ritenuta più appropriata la candidatura di un prelato con esperienza diplomatica, come il Segretario di Stato uscente. L'elezione di Pacelli, tuttavia, non era poi così scontata per l'opposizione di un forte nucleo di cardinali italiani e di curia.

## Votazioni
La prima votazione iniziò alle ore undici del 2 marzo, giorno del 63º compleanno del cardinale Eugenio Pacelli. Secondo alcune indiscrezioni, il futuro Pio XII ottenne subito 36 voti. Avrebbero votato per lui tutti i cardinali stranieri e una decina degli italiani, tra i quali Marchetti Selvaggiani, Canali, Salotti, Pizzardo, Tedeschini e Maglione. Gli altri voti sarebbero andati in particolare al cardinale Elia Dalla Costa, tra i quali quello dello stesso Pacelli; altri al curiale Luigi Maglione e al cardinale canadese Jean-Marie-Rodrigue Villeneuve. 
Immediatamente dopo si procedette alla seconda votazione, nella quale Pacelli avrebbe guadagnato ulteriori consensi da parte dei cardinali italiani. Secondo taluni sarebbe giunto a 41 voti, uno meno del quorum richiesto. Secondo altre fonti, già al secondo scrutinio Pacelli avrebbe raggiunto esattamente il quorum necessario per essere eletto (42 voti). Ciò obbligava i cardinali al ricontrollo delle schede, onde escludere che un eventuale voto per sé stesso, da parte del neoeletto, fosse stato decisivo. Tale procedura - non essendo consentito il voto per sé stessi - era già stata adottata nel conclave del 1914. In base a tali fonti, il neoeletto preferì richiedere un nuovo scrutinio. Fatto sta che, alle ore 12:17 del 2 marzo 1939, si ebbe fumata nera.
Al terzo scrutinio, Eugenio Pacelli ottenne 48 voti - 6 più della maggioranza richiesta - perciò accettò l'elezione e fu proclamato papa. Scelse senza esitare il nome del predecessore che aveva servito per anni. La fumata bianca si ebbe alle 17:27 dello stesso giorno dell'inizio delle votazioni. Alle 18:07 vi fu l'annuncio del cardinale Camillo Caccia Dominioni di fronte a una folla stimata in 200.000 persone in attesa in Piazza San Pietro.
Il conclave fu il più rapido del XX secolo e anche quello dall'esito più scontato. Il cardinale Francesco Marchetti Selvaggiani espose le motivazioni che spinsero lui e i suoi colleghi a votare Pacelli quando disse: "Se avessero votato gli angeli avrebbero fatto Elia Dalla Costa, se avessero votato i demoni avrebbero fatto me. Hanno invece votato gli uomini".
Eugenio Pacelli fu il primo segretario di Stato a essere eletto papa dopo Clemente IX (1667), il primo camerlengo dopo Leone XIII (1878), il primo membro della curia dopo Gregorio XVI (1831) e il primo romano dopo Clemente X (1670). Anni dopo, ormai papa Pio XII, volle risolvere la questione dell'eventuale voto decisivo di un cardinale per sé stesso. L'8 dicembre 1945, infatti, Pio XII promulgò la costituzione apostolica Vacantis Apostolicae Sedis, con la quale fu eliminata la regola contraria al voto per sé stessi. Inoltre, la maggioranza richiesta per l'elezione fu portata da due terzi dei votanti a due terzi più uno. In tal modo il voto di un elettore per sé stesso diventava ininfluente a produrre una maggioranza di due terzi.

## Elenco dei partecipanti
Al momento del conclave il collegio cardinalizio era formato da 62 cardinali, e tutti vi presero parte.
| Nome                                          | Paese         | Titolo                                                                                                | Ruolo | Nascita    | Concistoro |
| --------------------------------------------- | ------------- | --- | --- | ---------- | ---------- |
| Gennaro Granito Pignatelli di Belmonte        | Italia        | Cardinale vescovo di Ostia; Cardinale vescovo di Albano                                               | Decano del Collegio Cardinalizio; Prefetto della Congregazione del Cerimoniale | 10/04/1851 | 27/11/1911 |
| Manuel Gonçalves Cerejeira                    | Portogallo    | Cardinale presbitero dei Santi Marcellino e Pietro                                                    | Patriarca di Lisbona | 29/11/1888 | 16/12/1929 |
| Adeodato Giovanni Piazza                      | Italia        | Cardinale presbitero di Santa Prisca                                                                  | Patriarca di Venezia | 30/09/1884 | 13/12/1937 |
| Jusztinián György Serédi                      | Ungheria      | Cardinale presbitero dei Santi Andrea e Gregorio al Monte Celio                                       | Arcivescovo metropolita di Strigonio | 23/04/1884 | 19/12/1927 |
| Achille Liénart                               | Francia       | Cardinale presbitero di San Sisto                                                                     | Vescovo di Lilla | 07/02/1884 | 30/06/1930 |
| Jean-Marie-Rodrigue Villeneuve                | Canada        | Cardinale presbitero di Santa Maria degli Angeli                                                      | Arcivescovo metropolita di Québec | 02/11/1883 | 13/03/1933 |
| Sebastião Leme da Silveira Cintra             | Brasile       | Cardinale presbitero dei Santi Bonifacio e Alessio                                                    | Arcivescovo metropolita di São Sebastião do Rio de Janeiro | 20/01/1882 | 30/06/1930 |
| Pedro Segura y Sáenz                          | Spagna        | Cardinale presbitero di Santa Maria in Trastevere                                                     | Arcivescovo metropolita di Siviglia | 04/12/1880 | 19/12/1927 |
| Alfredo Ildefonso Schuster                    | Italia        | Cardinale presbitero dei Santi Silvestro e Martino ai Monti                                           | Arcivescovo metropolita di Milano | 18/01/1880 | 15/07/1929 |
| Pierre-Marie Gerlier                          | Francia       | Cardinale presbitero della Santissima Trinità al Monte Pincio                                         | Arcivescovo metropolita di Lione | 14/01/1880 | 13/12/1937 |
| Giuseppe Pizzardo                             | Italia        | Cardinale presbitero di Santa Maria in Via Lata                                                       | Segretario emerito della Congregazione per gli Affari Ecclesiastici Straordinari; Presidente emerito della Pontificia Commissione per la Russia | 13/07/1877 | 13/12/1937 |
| Massimo Massimi                               | Italia        | Cardinale diacono di Santa Maria in Portico Campitelli                                                | Presidente della Pontificia Commissione per la Redazione del Codice di Diritto Canonico Orientale | 10/04/1877 | 16/12/1935 |
| Eugène Tisserant                              | Francia       | Cardinale presbitero dei Santi Vito, Modesto e Crescenzia                                             | Segretario della Congregazione per le Chiese Orientali; Presidente della Pontificia Commissione Biblica | 24/03/1884 | 15/06/1936 |
| Luigi Maglione                                | Italia        | Cardinale presbitero di Santa Pudenziana                                                              | Prefetto della Congregazione del Concilio | 02/03/1877 | 16/12/1935 |
| August Hlond                                  | Polonia       | Cardinale presbitero di Santa Maria della Pace                                                        | Arcivescovo metropolita di Gniezno e Poznań | 05/07/1881 | 20/06/1927 |
| Camillo Caccia Dominioni                      | Italia        | Cardinale diacono di Santa Maria in Domnica                                                           | Maestro di Camera emerito della Corte Pontificia; Cardinale protodiacono | 07/02/1877 | 16/12/1935 |
| Santiago Luis Copello                         | Argentina     | Cardinale presbitero di San Girolamo dei Croati                                                       | Arcivescovo metropolita di Buenos Aires | 07/01/1880 | 16/12/1935 |
| Raffaele Carlo Rossi                          | Italia        | Cardinale presbitero di Santa Prassede                                                                | Segretario della Congregazione Concistoriale | 28/10/1876 | 30/06/1930 |
| Maurilio Fossati                              | Italia        | Cardinale presbitero di San Marcello                                                                  | Arcivescovo metropolita di Torino | 24/05/1876 | 13/03/1933 |
| Ermenegildo Pellegrinetti                     | Italia        | Cardinale presbitero di San Lorenzo in Panisperna                                                     | Nunzio apostolico emerito in Jugoslavia | 27/03/1876 | 13/12/1937 |
| Ignazio Gabriele I Tappouni                   | Grande Libano | Cardinale presbitero dei Santi XII Apostoli                                                           | Patriarca di Antiochia dei Siri | 03/11/1879 | 16/12/1935 |
| Eugenio Pacelli                               | Italia        | Cardinale presbitero dei Santi Giovanni e Paolo                                                       | Cardinale Segretario di Stato di Sua Santità; Prefetto della Congregazione per gli Affari Ecclesiastici Straordinari; Presidente dell'Amministrazione del Patrimonio della Sede Apostolica; Arciprete della Basilica di San Pietro in Vaticano; Presidente della Fabbrica di San Pietro; Camerlengo di Santa Romana Chiesa, eletto papa | 02/03/1876 | 16/12/1929 |
| Theodor Innitzer                              | Austria       | Cardinale presbitero di San Crisogono                                                                 | Arcivescovo metropolita di Vienna; Amministratore apostolico di Eisenstadt | 25/12/1875 | 13/03/1933 |
| Nicola Canali                                 | Italia        | Cardinale diacono di San Nicola in Carcere                                                            | Assessore emerito della Congregazione del Sant'Uffizio | 06/06/1874 | 16/12/1935 |
| Emmanuel Célestin Suhard                      | Francia       | Cardinale presbitero di Sant'Onofrio                                                                  | Arcivescovo metropolita di Reims | 05/04/1874 | 16/12/1935 |
| Luigi Lavitrano                               | Italia        | Cardinale presbitero di San Silvestro in Capite                                                       | Arcivescovo metropolita di Palermo | 07/03/1874 | 16/12/1929 |
| Vincenzo Lapuma                               | Italia        | Cardinale diacono dei Santi Cosma e Damiano                                                           | Prefetto della Congregazione per i Religiosi | 22/01/1874 | 16/12/1935 |
| Jozef-Ernest Van Roey                         | Belgio        | Cardinale presbitero di Santa Maria in Ara Coeli                                                      | Arcivescovo metropolita di Malines | 13/01/1874 | 20/06/1927 |
| Federico Tedeschini                           | Italia        | Cardinale presbitero di Santa Maria della Vittoria                                                    | Datario di Sua Santità | 12/10/1873 | 13/03/1933 |
| Alessio Ascalesi                              | Italia        | Cardinale presbitero di San Callisto                                                                  | Arcivescovo metropolita di Napoli | 22/10/1872 | 04/12/1916 |
| Pietro Fumasoni Biondi                        | Italia        | Cardinale presbitero di Santa Croce in Gerusalemme                                                    | Prefetto della Congregazione di Propaganda Fide | 04/09/1872 | 13/03/1933 |
| Giovanni Battista Nasalli Rocca di Corneliano | Italia        | Cardinale presbitero di Santa Maria in Trastevere                                                     | Arcivescovo metropolita di Bologna | 27/08/1872 | 23/05/1923 |
| George William Mundelein                      | Stati Uniti   | Cardinale presbitero di Santa Maria del Popolo                                                        | Arcivescovo metropolita di Chicago | 02/07/1872 | 24/03/1924 |
| Elia Dalla Costa                              | Italia        | Cardinale presbitero di San Marco                                                                     | Arcivescovo metropolita di Firenze | 14/05/1872 | 13/03/1933 |
| Francesco Marchetti Selvaggiani               | Italia        | Cardinale vescovo di Frascati                                                                         | Vicario generale di Sua Santità per la Diocesi di Roma; Arciprete della Basilica di San Giovanni in Laterano; Presidente della Pontificia Commissione di Archeologia Sacra | 01/10/1871 | 30/06/1930 |
| Karl Joseph Schulte                           | Germania      | Cardinale presbitero dei Santi Quattro Coronati                                                       | Arcivescovo metropolita di Colonia | 14/09/1871 | 07/03/1921 |
| Enrico Gasparri                               | Italia        | Cardinale vescovo di Velletri                                                                         | Prefetto del Supremo Tribunale della Segnatura Apostolica | 25/07/1871 | 14/12/1925 |
| Pietro Boetto                                 | Italia        | Cardinale presbitero di Sant'Angelo in Pescheria                                                      | Arcivescovo metropolita di Genova | 19/05/1871 | 16/12/1935 |
| Karel Boromejský Kašpar                       | Rep. Ceca     | Cardinale presbitero dei Santi Vitale, Valeria, Gervasio e Protasio                                   | Arcivescovo metropolita di Praga | 16/05/1870 | 16/12/1935 |
| Francesco Marmaggi                            | Italia        | Cardinale presbitero di Santa Cecilia                                                                 | Nunzio apostolico emerito in Polonia | 31/08/1870 | 16/12/1935 |
| Carlo Salotti                                 | Italia        | Cardinale presbitero di San Bartolomeo all'Isola                                                      | Prefetto della Congregazione dei Riti | 25/07/1870 | 13/03/1933 |
| Isidro Gomá y Tomás                           | Spagna        | Cardinale presbitero di San Pietro in Montorio                                                        | Arcivescovo metropolita di Toledo | 19/12/1869 | 16/12/1935 |
| Michael von Faulhaber                         | Germania      | Cardinale presbitero di Sant'Anastasia                                                                | Arcivescovo metropolita di Monaco e Frisinga | 05/03/1869 | 07/03/1921 |
| Francisco de Asís Vidal y Barraquer           | Spagna        | Cardinale presbitero di Santa Sabina                                                                  | Arcivescovo metropolita di Tarragona | 03/10/1868 | 07/03/1921 |
| Domenico Jorio                                | Italia        | Cardinale diacono di Sant'Apollinare alle Terme Neroniane-Alessandrine                                | Prefetto della Congregazione per la Disciplina dei Sacramenti | 07/10/1867 | 16/12/1935 |
| Angelo Maria Dolci                            | Italia        | Cardinale vescovo di Palestrina                                                                       | Arciprete della Basilica Liberiana di Santa Maria Maggiore | 12/07/1867 | 13/03/1933 |
| Giovanni Mercati                              | Italia        | Cardinale diacono di San Giorgio in Velabro                                                           | Archivista e Bibliotecario di Santa Romana Chiesa | 17/12/1866 | 15/06/1936 |
| Carlo Cremonesi                               | Italia        | Cardinale presbitero di San Lorenzo in Lucina                                                         | Elemosiniere emerito di Sua Santità | 04/11/1866 | 16/12/1935 |
| Arthur Hinsley                                | Regno Unito   | Cardinale presbitero di Santa Susanna                                                                 | Arcivescovo metropolita di Westminster | 25/08/1865 | 13/12/1937 |
| Dennis Joseph Dougherty                       | Stati Uniti   | Cardinale presbitero dei Santi Nereo e Achilleo                                                       | Arcivescovo metropolita di Filadelfia | 16/08/1865 | 07/03/1921 |
| Alessandro Verde                              | Italia        | Cardinale presbitero di Santa Maria in Cosmedin                                                       | Segretario emerito della Congregazione dei Riti | 27/03/1865 | 14/12/1925 |
| Lorenzo Lauri                                 | Italia        | Cardinale presbitero di San Pancrazio fuori le mura                                                   | Penitenziere Maggiore | 15/10/1864 | 20/12/1926 |
| Jean Verdier                                  | Francia       | Cardinale presbitero di Santa Balbina                                                                 | Arcivescovo metropolita di Parigi | 19/02/1864 | 16/12/1929 |
| Domenico Mariani                              | Italia        | Cardinale diacono di San Cesareo in Palatio                                                           | Vicepresidente dell'Amministrazione del Patrimonio della Sede Apostolica | 03/04/1863 | 16/12/1935 |
| Joseph MacRory                                | Regno Unito   | Cardinale presbitero di San Giovanni a Porta Latina                                                   | Arcivescovo metropolita di Armagh | 19/03/1861 | 16/12/1929 |
| Tommaso Pio Boggiani                          | Italia        | Cardinale vescovo di Porto e Santa Rufina; Cardinale presbitero in commendam di San Lorenzo in Damaso | Cancelliere di Santa Romana Chiesa | 19/01/1863 | 04/12/1916 |
| Enrico Sibilia                                | Italia        | Cardinale presbitero di Santa Maria Nuova                                                             | Nunzio apostolico emerito in Austria | 17/11/1861 | 16/12/1935 |
| William Henry O'Connell                       | Stati Uniti   | Cardinale presbitero di San Clemente                                                                  | Arcivescovo metropolita di Boston; Cardinale protopresbitero | 08/12/1859 | 27/11/1911 |
| Adolf Bertram                                 | Germania      | Cardinale presbitero di Sant'Agnese fuori le mura                                                     | Arcivescovo metropolita di Breslavia | 14/03/1859 | 04/12/1916 |
| Alfred-Henri-Marie Baudrillart                | Francia       | Cardinale presbitero di San Bernardo alle Terme Diocleziane                                           | Rettore dell'Istituto Cattolico di Parigi; Vescovo ausiliare emerito di Parigi | 06/01/1859 | 16/12/1935 |
| Donato Raffaele Sbarretti Tazza               | Italia        | Cardinale vescovo di Sabina e Poggio Mirteto                                                          | Sottodecano del Collegio Cardinalizio; Segretario della Congregazione del Sant'Uffizio | 12/11/1856 | 04/12/1916 |
| Federico Cattani Amadori                      | Italia        | Cardinale diacono di Santa Maria in Aquiro                                                            | Segretario emerito del Supremo Tribunale della Segnatura Apostolica | 17/04/1856 | 16/12/1935 |

## L'annuncio
L'elezione di papa Pio XII, successore di Pio XI, fu annunciata dalla loggia centrale della basilica vaticana dal protodiacono Camillo Caccia Dominioni.

## Nella cultura di massa
Nel pomeriggio, dopo un breve pasto, un aneddoto descrive il cardinale Pacelli come pallido e assorto nei suoi pensieri. Si tramanda che, durante la processione che porta i cardinali dalla sala Clementina del Palazzo Apostolico alla Cappella Sistina, per la terza votazione sia inciampato, cadendo a terra. Aiutandolo ad alzarsi, il cardinale Jean Verdier, arcivescovo di Parigi, avrebbe detto: "Il Vicario di Cristo... in terra!".